# 大字熊手
大字熊手（おおあざくまで）は福岡県北九州市八幡西区の大字。住居表示未実施。郵便番号は806-0028。

## 地理
八幡西区の北部東側に位置し筑豊電気鉄道線熊西駅北側の洞海湾に接する工業地域（ここでは北部地域と呼ぶ）と、八幡西区の中部東端に位置し帆柱山の山頂から西側の山林（ここでは南部地域と呼ぶ）と、八幡西区中部東端に位置し花尾山の山頂から北側の山林（ここでは東部地域と呼ぶ）の3か所に分かれる。
北部地域は、東に大字藤田，黒崎城石、南に熊西，桜ケ丘町，皇后崎町、西に洞南町と接し、北は洞海湾に面する。
南部地域は、南に大字市瀬、西に京良城町、北に大畑町，鳴水町，大字鳴水に接し、東に八幡東区と接する。
東部地域は、南に大字鳴水、西に鳴水町、北に元城町と接し、東に八幡東区と接する。

### 河川
- 二級河川 撥川
- 普通河川 曲里川

### 海洋
- 洞海湾

## 地域の特徴
かつて遠賀郡熊手村と呼ばれていた地域のうち、住居表示されずに残った部分であり、無住地。
北部地域
南端近くをJR九州鹿児島本線・福北ゆたか線と国道3号（黒崎バイパス），県道279号本城熊手線が並行して東西に走る。北は洞海湾に面し、西は皇后崎船溜、東は撥川船溜となっており、三方を水面に囲まれている。町内は三菱ケミカル株式会社の工場敷地となっている。
南部地域
帆柱山山頂付近から西側の山林地域。西端を北九州高速4号線が南北に走る。山野の国有林は自然休養林として開放され、北九州国定公園に指定されている。谷あいから曲里川が北流する。
東部地域
花尾山山頂から北側の山林地域。頂上には花尾城の遺構があり、花尾公園として整備されている。

## 歴史

### 沿革
- 1878年（明治11年）11月1日 - 郡区町村編制法の福岡県での施行により、行政区画としての遠賀郡が発足。遠賀郡熊手村となる。
- 1889年（明治22年）4月1日 - 町村制施行により、前田村、藤田村、熊手村、鳴水村の4村が合併し、黒崎村が発足。熊手村は黒崎村大字熊手となる。
- 1897年（明治30年） - 黒崎村が町制施行し、黒崎町が発足。黒崎村大字熊手は黒崎町大字熊手となる。
- 1926年（大正15年）11月2日 - 黒崎町が八幡市に編入。黒崎町大字熊手は八幡市大字熊手となる。
- 1938年（昭和13年） - 大字熊手の一部が黒崎町になる[4]。
- 1943年（昭和18年） - 大字熊手の一部が神原町，鳴水町，八千代町になる[4]。
- 1959年（昭和34年） - 大字熊手の一部が熊西町一丁目 - 二丁目，皇后崎町，幸神町，桜ケ丘町，貞元町，菅原町，筒井町，西王子町，東王子町，曲里町，南王子町，山寺町になる[4]。
- 1960年（昭和35年） - 大字熊手の一部が岸の浦町，熊手町になる[4]。
- 1963年（昭和38年）2月1日 - 八幡市、戸畑市、小倉市、若松市、門司市の5市が合併し、北九州市が発足。八幡市大字熊手は北九州市八幡区大字熊手となる。
- 1963年（昭和38年）4月1日 - 北九州市が政令指定都市に指定され、八幡区、戸畑区、小倉区、若松区、門司区の5区を設置。北九州市八幡区大字熊手は北九州市八幡区大字熊手となる。
- 1967年（昭和42年）6月1日 - 大字熊手の一部が熊西一丁目 - 二丁目になる[4][5]。大字熊手の一部が西王子町に編入する[4][5]。
- 1968年（昭和43年）6月1日 - 大字熊手の一部が幸神一丁目 - 四丁目，西鳴水一丁目 - 二丁目になる[4][6]。大字熊手の一部が南王子町に編入する[4][6]
- 1969年（昭和44年）6月1日 - 大字熊手の一部が黒崎一丁目 - 五丁目，藤田一丁目 - 四丁目，熊手一丁目 - 三丁目になる[4][7]。
- 1973年（昭和48年）6月1日 - 大字熊手の一部が青山一丁目 - 三丁目，京良城町，小鷺田町，茶売町，萩原一丁目 - 三丁目，別所町，別当町になる[4][8]。
- 1974年（昭和49年）4月1日 - 八幡区が八幡西区と八幡東区に分かれ、八幡区大字熊手は八幡西区大字熊手となる[9]。
- 1982年（昭和57年）6月1日 - 大字熊手の一部が大畑町，鳴水町になる[4][10]。

## 世帯数と人口
2025年（令和7年）3月31日現在（北九州市発表）の世帯数と人口は以下の通りである。
| 大字     | 世帯数 | 人口 |
| -------- | ------ | ---- |
| 大字熊手 | - 世帯 | - 人 |

### 人口の変遷
国勢調査による人口の推移。
| 1995年（平成7年）  | - 人 | [ 11 ] |  |
| 2000年（平成12年） | - 人 | [ 12 ] |  |
| 2005年（平成17年） | - 人 | [ 13 ] |  |
| 2010年（平成22年） | - 人 | [ 14 ] |  |
| 2015年（平成27年） | - 人 | [ 15 ] |  |
| 2020年（令和2年）  | - 人 | [ 16 ] |  |

### 世帯数の変遷
国勢調査による世帯数の推移。
| 1995年（平成7年）  | - 世帯 | [ 11 ] |  |
| 2000年（平成12年） | - 世帯 | [ 12 ] |  |
| 2005年（平成17年） | - 世帯 | [ 13 ] |  |
| 2010年（平成22年） | - 世帯 | [ 14 ] |  |
| 2015年（平成27年） | - 世帯 | [ 15 ] |  |
| 2020年（令和2年）  | - 世帯 | [ 16 ] |  |

## 学区
市立小・中学校に通う場合、学区は以下の通りとなる。
| 大字     | 番地 | 小学校               | 中学校               |
| -------- | ---- | -------------------- | -------------------- |
| 大字熊手 | 全域 | 北九州市立黒畑小学校 | 北九州市立黒崎中学校 |

## 交通

### バス
域内のバス停と系統は以下のとおりである。
| 運行事業者 | 運行事業者     | 北九州市交通局 | 北九州市交通局        | 北九州市交通局 |
| 系統       | 系統           | 51             | ジ アウトレット北九州 | 第二浅川橋     |
| 停留所     | 三菱化学西門前 | ○              | ○                     | ○              |

### 道路
- 国道3号（黒崎バイパス）
- 県道279号本城熊手線

## 施設

### 公園
- 花尾公園

### その他
- 三菱ケミカル株式会社 九州事業所

## 史跡
- 花尾城跡